# Сан Бернардо (Тренто)
Сан Бернардо (итал. San Bernardo) је насеље у Италији у округу Тренто, региону Трентино-Јужни Тирол.
Према процени из 2011. у насељу је живело 323 становника. Насеље се налази на надморској висини од 1088 м.